# تپه بوزلو یا سته تپه
تپه بوزلو یا سته تپه مربوط به دوران پیش از تاریخ ایران باستان است و در نازلوچای، داخل شهر واقع شده و این اثر در تاریخ ۱ آبان ۱۳۴۴ با شمارهٔ ثبت ۴۴۱ به‌عنوان یکی از آثار ملی ایران به ثبت رسیده است.